# Rista blodörn
Rista blodörn var en vikingatida avrättningsmetod som förekommer i de isländska sagorna och den Poetiska Eddan, som skall ha inneburit att man utefter den dödsdömdes ryggrad skar av samt bände ut revbenen och drog ut lungorna. Detta skall ha kallats blodörn eftersom revbenen och lungorna, efter att man brutit ut dem, liknade vingar på en örnunge. 
Bestraffningen är omtalad bland annat genom vikingen Ivar Benlös (son till Ragnar Lodbrok) som ska ha ristat blodörn på kung Ella av Northumbria. Som regel utförs ristningen av blodörn som en sons hämnd för faderns död.
Att rista blödörn har av tidigare forskning setts som ett slags Odensoffer, då Oden vid ett tillfälle antagit örnhamn. Britt-Mari Näsström kritiserar dock detta som något långsökt och anser att det saknas stöd för detta synsätt i källorna, och menar att "snarare tycks nordbornas vana att rista blodörn vara en grym sedvänja som man praktiserade på krigsfångar."